# العلاقات الناميبية النيوزيلندية
العلاقات الناميبية النيوزيلندية هي العلاقات الثنائية التي تجمع بين ناميبيا ونيوزيلندا.

## مقارنة بين البلدين
هذه مقارنة عامة ومرجعية للدولتين:
| وجه المقارنة                                              | ناميبيا      | نيوزيلندا                                              |
| --------------------------------------------------------- | ------------ | ------------------------------------------------------ |
| المساحة (كم2)                                             | 825.62 ألف   | 268.02 ألف                                             |
| عدد السكان (نسمة)                                         | 2.53 مليون   | 4.24 مليون                                             |
| الكثافة السكانية (ن./كم²)                                 | 3.06         | 15.82                                                  |
| العاصمة                                                   | ويندهوك      | ويلينغتون، أوكلاند                                     |
| اللغة الرسمية                                             | لغة إنجليزية | لغة إنجليزية، اللغة الماورية، لغة الإشارة النيوزيلندية |
| العملة                                                    | دولار ناميبي | دولار نيوزيلندي، الجنيه النيوزيلندي                    |
| الناتج المحلي الإجمالي (بليون دولار)                      | 13.24 مليار  | 205.85 مليار                                           |
| الناتج المحلي الإجمالي (تعادل القوة الشرائية) بليون دولار | 25.60 مليار  |                                                        |
| الناتج المحلي الإجمالي الاسمي للفرد دولار أمريكي          | 4.67 ألف     |                                                        |
| الناتج المحلي الإجمالي للفرد دولار أمريكي                 | 9.96 ألف     |                                                        |
| مؤشر التنمية البشرية                                      | 0.628        | 0.914                                                  |
| رمز المكالمات الدولي                                      | +264         | +64                                                    |
| رمز الإنترنت                                              | .na          | .nz                                                    |
| المنطقة الزمنية                                           | ت ع م+02:00  | ت ع م+13:00، ت ع م+12:00                               |

## منظمات دولية مشتركة
يشترك البلدان في عضوية مجموعة من المنظمات الدولية، منها:
| علم المنظمة | اسم المنظمة                        | تاريخ انضمام ناميبيا | تاريخ انضمام نيوزيلندا |
| ----------- | ---------------------------------- | -------------------- | ---------------------- |
|             | البنك الدولي للإنشاء والتعمير      | 25 سبتمبر 1990       | 31 أغسطس 1961          |
|             | منظمة التجارة العالمية             | ?                    | ?                      |
|             | منظمة حظر الأسلحة الكيميائية       | ?                    | ?                      |
|             | الأمم المتحدة                      | 23 أبريل 1990        | 24 أكتوبر 1945         |
|             | منظمة الشرطة الجنائية الدولية      | ?                    | ?                      |
|             | وكالة ضمان الاستثمار متعدد الأطراف | 25 سبتمبر 1990       | 22 أبريل 2008          |
|             | يونسكو                             | 2 نوفمبر 1978        | 4 نوفمبر 1946          |
|             | مؤسسة التمويل الدولية              | 25 سبتمبر 1990       | 31 أغسطس 1961          |
|             | الاتحاد البريدي العالمي            | ?                    | ?                      |
|             | دول الكومنولث                      | ?                    | ?                      |
|             | الاتحاد الدولي للاتصالات           | 25 يناير 1984        | 3 يونيو 1878           |

## وصلات خارجية
- موقع وزارة الخارجية النيوزيلندية